# Gründung und Gründungsurkunde der Universität Marburg
Die Errichtung der Landgräflich-Hessischen Universität zu Marburg an der Lahn bedeutet einen Einschnitt in der Universitätsgeschichte. Sie ist das erste Generalstudium in Deutschland, das eines päpstlichen Stiftungsprivilegs ermangelt. Das ist ob ihres protestantischen Charakters freilich nicht verwunderlich, wohl aber das erst spät eingeholte kaiserliche Privileg.

## Gründung der Universität Marburg
Die Marburger Universität wurde 1527 im Zuge der Reformation von dem damals 23-jährigen Landgrafen Philipp dem Großmütigen als zweite protestantische Universität gegründet (die erste protestantische Universität hat 1526 bis 1530 im schlesischen Liegnitz bestanden). Mit elf Professoren und 84 Studenten begann am 1. Juli 1527 in den bisherigen Klostergebäuden der Stadt das „universale studium Marburgense“, um Prediger und Amtsleute auszubilden. Neben der führenden Theologischen Fakultät gab es von Anfang an eine Juristische, eine Medizinische und eine Philosophische Fakultät.
Die Universität nutzte zunächst die säkularisierten Klostereinrichtungen der Dominikaner, Franziskaner und Kugelherren. Zwei Jahre später gründete Landgraf Philipp auch die Hessische Stipendiatenanstalt, das älteste Studentenwohnheim Deutschlands.

## Gründungsurkunde 1527
Am 1. Juli 1527 gründete Landgraf Philipp I. die Universität Marburg. Erster Rektor an der Universität war Johannes Eisermann, genannt Ferrarius Montanus, aus Amöneburg. Die Universität war Schauplatz des Marburger Religionsgesprächs zwischen Martin Luther, Ulrich Zwingli und Philipp Melanchthon. Im Jahr 1541 erhielt der Landgraf von Kaiser Karl V. das Universitätsprivileg, das auf dem Reichstag zu Regensburg ausgefertigt wurde und vor dem Hintergrund des Regensburger Vertrags zwischen dem Kaiser und dem Landgrafen zu sehen ist.

## Universitätssiegel

Moderne Form des Siegels

Das große Siegel der Universität wurde vier Jahre nach deren Gründung angefertigt. In Silber gestochen zeigt es das Brustbild Landgraf Philipps mit Barett, eingefasst von der Jahreszahl 1527. Die zweizeilige Umschrift lautet: SIGILLUM SCHOLAE MARPURGENSIS/PHILIPPO HESS(ORUM) D(OMIN)O DE PIETAT(E) ET LITER(IS) OPT(IME) MERITO AUSP(ICE), übersetzt etwa: Siegel der Marburger Universität/unter dem Schutz des um den Glauben und die Wissenschaft sehr verdienten Philipp, Herrn der Hessen. Auf der Rückseite befindet sich eine umklappbare Handhabe, wie sie auch an Landgraf Philipps Siegel aus dem Jahr 1515 angebracht ist.
Bei dem Siegel handelte es sich um das erste der Hoheitszeichen, um die sich die Universität nach Auskunft der Matrikel 1530 bemühte und das nach der Verleihung durch den Landgrafen 1531 angefertigt wurde. Dem Wunsch nach einem Szepterpaar wurde kurz darauf entsprochen, auf das kaiserliche Privileg musste die Universität noch zehn Jahre warten.
Das große Universitätssiegel war bis zum vorläufigen Ende der Marburger Universität 1650 in Gebrauch. Im Vorfeld der 400-Jahr-Feier fiel 1916 auf, dass sich Marburg zwar auf Philipp als Universitätsgründer berief, jedoch Landgraf Wilhelm VI. im Siegel führte. Daraufhin wurde, eng an das Vorbild von 1531 angelehnt, das heutige Siegel geschaffen.

## Stiftungsprivileg des Kaisers 1541
Bis zur Gründung der Marburger Universität war in Deutschland jede Universität mit einem päpstlichen, viele auch mit einem kaiserlichen Stiftungsprivileg ausgestattet worden. Wegen der von Anfang an evangelischen Ausrichtung der Neugründung war das Fehlen des ersteren nur folgerichtig, um das zweite bemühten sich der Landgraf und seine Ratgeber von Anfang an. Denn ohne wenigstens die kaiserliche Privilegierung wurden die Marburger Abschlüsse außerhalb der Landgrafschaft nicht anerkannt. Philipp stand jedoch als einer der politischen Führer der Protestanten im Lager der kaiserlichen Gegner.
Auf das erste, in diese Richtung zielende Schreiben im Sommer 1531 erklärte Karl V., nicht zu wissen, dass des orts ein universitet angefangen und uffgericht sein soll. In der Phase vorübergehender Entspannung nach dem Frieden von Kaaden versuchte der Landgraf 1535 und 1536, bei König Ferdinand das gewünschte Privileg zu erlangen. Auf dem Reichstag von Regensburg 1541 bemühte sich der Kaiser, einen Ausgleich in der Religionsfrage zu erreichen, scheiterte jedoch. Er konnte lediglich mit Landgraf Philipp einen Vertrag abschließen, auf den dieser unter anderem wegen des Bekanntwerdens seiner Doppelehe einging. Vier Wochen später vermeldeten der landgräfliche Kanzler Feige und andere Räte die Ausstellung des kaiserlichen Privilegs für die Marburger Universität. Damit war zum ersten Mal im Reich eine protestantische Universität vom Kaiser anerkannt worden.